# シクアッチー郡 (テネシー州)
シクアッチー郡（英: Sequatchie County）は、アメリカ合衆国テネシー州の南部に位置する郡である。2010年国勢調査での人口は14,112人であり、2000年の11,370人から24.1%増加した。郡庁所在地はダンラップ市（人口4,815人）であり、同郡で人口最大の都市でもある。
シクアッチー郡はジョージア州にも跨るチャタヌーガ大都市圏に属している。

## 地理
アメリカ合衆国国勢調査局に拠れば、郡域全面積は266平方マイル (689 km2)であり、このうち陸地266平方マイル (689 km2)、水域は0平方マイル (0 km2)で水域率は0.07%である。
シクアッチー川が郡内の北東から南西に流れて、かなり真っ直ぐな流域平野を作り、郡域を二分している。シクアッチー・バレーは浸食された背斜であり、東のグレート・スモーキー山脈を形成する山岳部と、東テネシーに典型的な谷と尾根の連なる地形に関連している。シクアッチー・バレーの西はカンバーランド高原と呼ばれ、東はウォルデン尾根と呼ばれている。

### 東部におけるハンググライダー首都
シクアッチー郡はシクアッチー・バレーと同義のようになっており、ダンラップ市とシクアッチー郡は「東部におけるハンググライダー首都」と呼ばれる。これは大変活動的で人気もあるハンググライダーの協会であるテネシー・ツリー・トッパーズがあることが大きく寄与している。アラバマ州北東部から中部テネシーに走るシクアッチー・バレーは、この動力の無い飛行体に特徴あり好適な飛行条件を提供しており、ジョージア州北西部やアラバマ州北東部まで飛行することもある。ツリー・トッパーズの有名な「放射状発進路」、別名ハンソンズ・ギャップは、バレーの東壁にあってシクアッチー郡中央部を見下ろしており、多くのハンググライダー競技会が行われる場所である。世界中のスポーツを愛好する人々にとって人気のある観光地である。

### 隣接する郡
- ヴァンビューレン郡 - 北
- ブレッドソー郡 - 北東
- ハミルトン郡 - 南東
- マリオン郡 - 南西
- グランディ郡 - 西
- ウォーレン郡 - 北西

## 人口動態

人口ピラミッド

以下は2010年の国勢調査による人口統計データである。
| 基礎データ - 人口: 14,112人 - 世帯数: 4,463 世帯 - 家族数: 3,311 家族 - 人口密度: 17人/km2（43人/mi2） - 住居数: 4,916軒 - 住居密度: 7軒/km2（18軒/mi2） 人種別人口構成 - 白人: 98.66% - アフリカン・アメリカン: 0.19% - ネイティブ・アメリカン: 0.33% - アジア人: 0.13% - 太平洋諸島系: 0.03% - その他の人種: 0.17% - 混血: 0.48% - ヒスパニック・ラテン系: 0.82% | 年齢別人口構成 - 18歳未満: 24.6% - 18-24歳: 8.4% - 25-44歳: 30.0% - 45-64歳: 24.8% - 65歳以上: 12.3% - 年齢の中央値: 37歳 - 性比（女性100人あたり男性の人口） - 総人口: 98.3 - 18歳以上: 95.8 世帯と家族（対世帯数） - 18歳未満の子供がいる: 33.0% - 結婚・同居している夫婦: 58.8% - 未婚・離婚・死別女性が世帯主: 11.2% - 非家族世帯: 25.8% - 単身世帯: 22.4% - 65歳以上の老人1人暮らし: 8.8% - 平均構成人数 - 世帯: 2.52人 - 家族: 2.92人 | 収入と家計 - 収入の中央値 - 世帯: 30,959米ドル - 家族: 36,435米ドル - 性別 - 男性: 27,535米ドル - 女性: 20,422米ドル - 人口1人あたり収入: 16,468米ドル - 貧困線以下 - 対人口: 16.5% - 対家族数: 13.5% - 18歳未満: 21.5% - 65歳以上: 20.3% |

## 都市と町
- ブラッシュクリーク
- ダンラップ - 郡庁所在地
- ローンオーク - 未編入の町

## 教育
シクアッチー郡にはダンラップ市にある統合された教育体系がある。この体系は教育監督官と選挙で選ばれる教育委員会と共に運営されている。幼稚園生から4年生までの小学校1校、5年生から8年生までの中学校1校、9年生から12年生までの高校1校がある。